# Дялу-Спірей
Дялу-Спірей (рум. Dealu Spirei) — село у повіті Горж в Румунії. Входить до складу комуни Кепрень.
Село розташоване на відстані 198 км на захід від Бухареста, 41 км на південний схід від Тиргу-Жіу, 50 км на північ від Крайови.

## Населення
За даними перепису населення 2002 року у селі проживали 14 осіб, усі — румуни. Усі жителі села рідною мовою назвали румунську.